# Portales, Nova Mehika
Portales je mesto in občina, ki leži v okrožju Roosevelt, ki leži v ameriških zvezni državi Nova Mehika.  Je sedež okrožja.
Leta 2000 je naselje imelo 11.131 prebivalcev in 17,7 km² površine (naselje nima nobenih vodnih površin).
V mestu se nahaja Univerza Vzhodne Nove Mehike.